# Technasium
Het technasium is een onderwijsstroom in Nederland voor vwo en havo. Centraal in deze onderwijsvorm staat Onderzoek en Ontwerpen (O&O) waarbij leerlingen in teamverband projectmatig werken aan actuele bètatechnische opdrachten uit de praktijk. Zoals een gymnasium een vwo is met het centraal schriftelijk examenvak Grieks en/of Latijn, zo is een technasium een vwo (ook gymnasium) of havo met het schoolexamenvak Onderzoek en Ontwerpen (O&O). Om de studielast en het aantal studie-uren niet te veel te laten oplopen kan een school ervoor kiezen om minder andere vakken te geven en/of om minder lesuren aan andere vakken te besteden. In de onderbouw blijven de leerlingen van de havo en het vwo bij het vak O&O bijeen tot en met klas 3. Vanaf klas 4 is het een keuzevak dat de havo- of vwo-leerling neemt binnen zijn of haar profiel (Natuur & Techniek of Natuur & Gezondheid).

## Geschiedenis
Het technasium is als project gestart in 2004 door Judith Lechner en Boris Wanders op vijf middelbare scholen in de provincie Groningen. Doordat er veel belangstelling was vanuit andere scholen in Nederland, is dit project verder ontwikkeld tot onderwijsvorm. Anno 2019 is het technasium uitgegroeid tot een landelijk netwerk van 94 technasiumscholen in Nederland. Een school mag zich pas technasium noemen als het predicaat technasium is verleend door Stichting Technasium en de school is aangesloten bij een regionaal technasiumnetwerk. Om het predicaat technasium te verkrijgen, moet de school aantonen aan de kwaliteitseisen te voldoen. Om het predicaat te behouden, moeten technasiumscholen jaarlijks de check op de basiseisen doorstaan.

## Onderzoek en Ontwerpen
Een belangrijk onderdeel van het technasium is het examenvak Onderzoek en Ontwerpen. Dit vak kan al gevolgd worden vanaf de eerste klas. Net als met de andere havo- en vwo-vakken is het ook mogelijk om hier later mee te beginnen, bij de keuze van een profiel. Bij O&O worden per jaar een aantal verschillende projecten doorlopen. Het technasium werkt met actuele, praktijkgerichte opdrachten die zijn geformuleerd vanuit de beroepspraktijk en het hoger onderwijs. Deze opdrachten worden in teamverband uitgevoerd door de leerlingen. De grootte van de groep en de samenstelling is variabel. Het is hierbij mogelijk dat de leerlingen in groepen worden ingedeeld of dat ze zelf andere leerlingen zoeken die bij hen passen. De beoordeling bij het vak Onderzoek en Ontwerpen bestaat uit een cijfer voor het resultaat en voor het proces. Bij het vak O&O draait het in tegenstelling tot andere vakken vooral om competentieontwikkeling. In het technasiumonderwijs is competentieontwikkeling, het inzichtelijk maken ervan en het voeren van gesprekken met leerlingen erover, een net zo essentieel onderdeel als de ontwikkeling en uitvoering van projecten voor externe opdrachtgevers. Het technasium is de enige onderwijsstroom voor havo en vwo voor competentiegericht leren.
In de onderbouw (klassen 1 t/m 3) worden per jaar 4 technasiumprojecten doorlopen. Dit gebeurt in 7 weken van 6 lesuren per week of 8 weken van 5 lesuren per week. In de brugklassen is dit vaak 3 uur per week. In het jaar voor het examen werkt de leerling aan twee grote keuzeprojecten. In het examenjaar wordt het vak afgesloten met de Meesterproef, een proeve van bekwaamheid. Technasiumleerlingen krijgen bij hun diploma het technasiumcertificaat. 

## Technasium Top Award
Elk jaar wordt door Stichting Technasium samen met een opdrachtgever voor de derde klas de Technasium Top Award georganiseerd. Hiervoor wordt een speciaal O&O-project ontwikkeld. Duizenden technasiumleerlingen uit het hele land doen mee aan deze landelijke wedstrijd. In 2019 was het onderwerp 'Van Gas Los'. De doelstelling was om een complex gebouw van het gas af te halen.